# Lawrence Bell
Lawrence Dale Bell (ur. 5 kwietnia 1894 w Mentone w stanie Indiana, zm. 20 października 1956) – amerykański przemysłowiec, założyciel firmy lotniczej Bell Aircraft Corporation (jej nazwa pochodzi od jego nazwiska), był mechanikiem. 
W 1912 r. zaczął pracować w firmie zorganizowanej przez Glena L. Martina i do czasu jej opuszczenia w styczniu 1925 r. był wiceprezesem i dyrektorem. W 1928 r. podjął pracę w Consolidated Aircraft Corporation (Buffalo, Nowy Jork), gdzie był dyrektorem do 1935 r. Wtedy zorganizował własną firmę Bell Aircraft, by produkować samoloty wojskowe. Powstały w niej tak znane maszyny, jak myśliwiec Bell P-39 Airacobra, pierwszy amerykański odrzutowiec P-59 Aircomet, szybkie naddźwiękowe samoloty doświadczalne X-1 i X-2 z napędem rakietowym oraz ogromna rodzina licznie produkowancyh śmigłowców, w tym znany z Wietnamu UH-1 Iroquis (Huey) i przemiennowirnikowiec V-22 Osprey